# Бартель ван дер Варден
Ба́ртель Лее́ндерт ван дер Ва́рден (нід. Bartel Leendert van der Waerden, 2 лютого 1903, Амстердам, Нідерланди — 12 січня 1996, Цюрих, Швейцарія) — нідерландський математик та історик математики і астрономії Давнього світу.

## Біографія
Вчився у Амстердамському університеті та Геттінгенському університеті — у Еммі Нетер.
Викладав в університеті Гронінґена (з 1928 —  професор),  Лейпціга  (1931—1945), Амстердама (1948), Цюриха (1951).
Основні праці в галузі алгебри та алгебраїчної геометрії, математичної фізики, квантової механіки. Автор класичної книги «Сучасна алгебра», яка стала взірцем для наступників. Застосовував методи теорії груп для розв'язування задач топології, теоретичної фізики, квантової фізики.
Ван дер Варден — один з найбільших фахівців з історії математики і астрономії Давнього світу. Розгорнута картина розвитку цих наук викладена в його книзі «Наука, яка пробуджується» (Ontwakende wetenschap, 1950 р.).

## Наукові праці

### Математика
- Spinoranalyse, Nachr.Akad.Göttingen 1928
- Algebra, 2 delen, Springer, negende druk 1993 (latere drukken heetten "Moderne Algebra" vanaf 1930/31)
- Group theory and quantum mechanics, tweede druk Springer 1986 (deutsch "Die gruppentheoretische Methode in der Quantenmechanik", Springer 1932)
- van der Waerden "Die Klassifikation der einfachen Lieschen Gruppen", Mathematische Zeitschrift 1933
- Gruppen von linearen Transformationen, Springer 1935
- Einführung in die Algebraische Geometrie, Springer 1973 (reprint reeks tijdschriftartikelen vanaf 1939)
- van der Waerden, Schütte "Das Problem der 13 Kugeln", Mathematische Annalen 1953
- van der Waerden "Einfall und Überlegung in der Mathematik", Elemente der Mathematik 1954, deel 2:  en deel 3:
- Mathematische Statistik, Springer 1971
- van der Waerden "Über die Wechselwirkung von Mathematik und Physik", Elemente der Mathematik 1973
- Mathematik für Naturwissenschaftler, BI Hochschultaschenbuch 1975

### Історія науки
- van der Waerden "Zenon und die Grundlagenkrise der griechischen Mathematik", Mathematische Annalen 1940/1
- van der Waerden "Die Arithmetik der Pythagoräer", Teil 1, Mathematische Annalen 1947/1949, deel 2:
- Ontwakende wetenschap (1950)
- Science Awakening (1954)
- Erwachende Wissenschaft Bd.1 ("Ägyptische, babylonische und griechische Mathematik"), Birkhäuser )1956). In deel 2 werden de "Anfänge der Astronomie" behandeld (tweede druk 1980)
- van der Waerden "Die Algebra seit Galois", Jahresbericht DMV 1966
- Sources of quantum mechanics 1967, reprint Dover Publications 2007 (Herdruk artikelen van de kwantummechanica met historische inleiding door Van der Waerden)
- Meine Göttinger Lehrjahre, Mitteilungen DMV 1997, Nr. 2 (Voordracht 1979)
- Die Pythagoräer- religiöse Bruderschaft und Schule der Wissenschaft, Artemis Verlag 1979
- Geometry and algebra in ancient civilizations 1983
- Geschichte der Algebra, 1985 (Engelse vertaling A history of Algebra, Springer 1986)
- Die Astronomie der Griechen- eine Einführung, Wissenschaftliche Buchgesellschaft 1988
- Ван дер Варден Б. Л. Метод теории групп в квантовой механике. — Х.-К. : ГНТИ Украины, 1938. — 200 с.